# Hakim Montgomery
Hakim Montgomery (23 de junio de 1997) es un deportista de Estados Unidos que compite en atletismo. Ganó una medalla de oro en el Campeonato Mundial de Atletismo Sub-20 de 2016, en la prueba de 4 × 100 m.